# Microstylum catastygnum
Microstylum catastygnum är en tvåvingeart som beskrevs av Nelson Papavero 1971. Microstylum catastygnum ingår i släktet Microstylum och familjen rovflugor.
Artens utbredningsområde är Franska Guyana. Inga underarter finns listade i Catalogue of Life.